# Tsachila
Els tsachila, antigament anomenats colorados (terme ètnic que no té una connotació especialment negativa pels tsàchila), són un grup ètnic que resideix a la regió fluvial al voltant de Santo Domingo, a l'Equador.

## La llengua
Rivet, a la seva classificació chibcha hi divideix les llengües en deu grups. Un d'ells són les llengües barbacoanes; dividides alhora en Kuaiquer (o awà pit), Cayapa (o cha'palaachi) i colorado (o tsàfiki). Aquesta última és la llengua dels tsàchila.
El terme tsachila pot ser traduït com la veritable gent o els veritables nosaltres. Tsachi fa referència a qualsevol persona i a tota la humanitat, mentre que el terme feto abasta equatorians, mestissos, blancs, gringos... Designa estrangers en general i especialment als no llatinoamericans. Etimològicament, indica la terra de dalt fent referència a la direcció de la que vingueren els primers blancs.

## Situació geogràfica i demogràfica
La zona on resideix la societat tsàchila, intermèdia entre els Andes i la costa del Pacífic i situada entre els 400 i 500 metres sobre el nivell del mar, es caracteritza per un clima subtropical i de selva exuberant. Les transformacions urbanes i el seu creixement han dut a una gran i irreparable pèrdua de la diversitat ecològica, comportant canvis significatius i visibles del paisatge forestal.
Actualment, els tsàchila (entre 2000 i 3000 habitants) viuen en 8 comunes des de l'aprovació de la Ley de Comunas Ecuatorianas (1937) que delimita aquests territoris. Les comunes són Chigüilpe, Congoma, Búa, Naranjo, Poste, Peripa, Tahuasa i Otongo.
La constitució de les comunes, delimità i suposà una separació física dels grups locals, obligats a reduir la seva dispersió per no "ocupar" les parcel·les concedides als colons,i comportà alhora una sèrie de transformacions econòmiques i ecològiques en la societat tsàchila al contemplar la condició que les terres repartides havien de ser cultivades, amb l'objectiu de maximitzar producció i beneficis.

## Canvis econòmics i socials
Amb la intensificació de l'agricultura (principalment dedicada al cultiu de plàtans), la necessitat de mà d'obra es disparà i els tsàchila cediren les noves feines a altres col·lectius ètnics. Això els donà temps lliure per destinar-lo a la socialització, disminuïda a causa de la pèrdua d'activitats col·lectives com la caça. Els canvis econòmics, a més, han intensificat la divisió sexual del treball desplaçant les dones a l'àmbit domèstic i incrementant el poder masculí, en tant que els homes són qui desenvolupen treballs i relacions exteriors.
Tot i aquest canvi d'una economia de subsistència a una economia de mercat, les generacions joves prefereixen la vida a les comunitats que el treball assalariat, fet que denota aquesta resistència dels tsàchila a adoptar canvis radicals en la seva forma tradicional de producció. D'altra banda, s'ha incrementat la relació entre els tsàchila i la població de Santo Domingo on hi van molt sovint, sobretot els diumenges que és dia de mercat.

## Política
El governador o líder polític (miya) és escollit avui dia sota la regulació de la llei comunitària, i és sempre un pone o un curandero (sent pone un xaman, qui es comunica amb els esperits; i el curandero o tapechi janpenim, que és, literalment, el que coneix les plantes). També existeixen individus que, tot i no ser reconeguts formalment, la seva opinió sempre és escoltada i parcialment exerceixen la funció de cap sense ser xaman.
L'òrgan decisori, el consell de governació, té la funció de protegir els interessos i el patrimoni dels tsàchila.

## Cosmologia
La llengua tsàfiki és l'eina principal per entendre la seva cosmologia. El mowin és una força incorpòria i inherent a qualsevol ésser (tant humà, animal, vegetal com espiritual). Les persones són atretes pel mowin tant a altres persones com al mowin d'éssers de la selva, sobretot dels grans arbres o els jaguars. Si el mowin no és gaire fort, pot ser activat per la saviesa del pone (xaman); això fa del xamanisme l'eix central de les relacions.
El mowin dels pone es va activant a mesura que van aprenent, segons l'enfortiment de les relacions d'amistat i comunicació amb certs oko (esperits) i del mowin que adquireixen les pedres xamàniques gràcies a aquests oko. El mowin és així un element que permet les persones participar de la vida social, tant entre els tsàchila com amb altres espècies.
El mowin aporta la capacitat de comunicació i el tenka la intel·ligència, la consciència i l'esperit de supervivència; unes capacitats relacionades amb el cor (tenka, fora de context, pot ser traduït com a 'cor').
Una persona esdevé tal (Tsachi puka) quan el seu cos (puka) està format completament. Però el cos no esdevé només clofolla del mowin i el tenka, sinó que és la manifestació sensible de la identitat humana i ètnica. El cos és marcador de la identitat i llar de la subjectivitat.

## Relacions interètniques
Els tsàchila són un poble pacífic i solen evitar el conflicte. Han desenvolupat mecanismes socials i lingüístics per allunyar la violència de la vida quotidiana (no existeix, per exemple, cap terme en tsàfiki per referir-se a la guerra). El que sí que hi ha són batalles rituals i una sola història bèl·lica mítica sobre els tsàchila enfrontats als dobes, un temible enemic d'occident.
Es relacionen amb altres indígenes de la costa del Pacífic tant amb intercanvis econòmics com simbòlics (hi ha dades sobre cacics de la serra demanant ajuda a xamans tsàchila).

## Relació amb l'Estat
La relació entre la població tsàchila i la Confederació de Nacionalitats Indígenes de l'Equador (CONAIE) es limità, en un principi, a temes relacionats amb l'ensenyament bilingüe. A més, és el principal interlocutor amb el govern de l'Equador.
Al 1988, la CONAIE, amb la participació del Govern Nacional, dona pas a la creació de la Dirección Nacional de Educación Intercultural Bilingüe (DINEIB). Això comporta la institucionalització entre els tsàchila de l'escola bilingüe. L'escola segueix sent via d'hispanització i mecanisme d'introducció de la cultura nacional (el primer que s'aprèn a les escoles és l'himne nacional i els colors de la bandera). El castellà es troba cada cop més en la vida quotidiana (sobretot entre els homes, qui principalment mantenen relacions amb l'exterior) i el tsàfiki s'ha marginat més a l'àmbit domèstic
Com la resta de grups indígenes de l'Equador, els tsàchila han aconseguit reconeixement per part de les institucions nacionals. Un exemple és que l'Equador sigui membre de l'OIT des de 1934 i hagi ratificat el conveni 169 sobre els pobles indígenes i tribals de 1989, reconeixent les aspiracions dels pobles d'assumir el control de les seves institucions, formes de vida i identitats. Ara bé, són més aviat valorats com a element d'atracció turística i la seva imatge és caricaturitzada amb l'objectiu de ser explotada comercialment. Això ha generat que l'aspecte extern dels tsàchila sigui adoptat per aquesta població com a mecanisme per enfrontar-se amb les institucions, segons les seves necessitats, al trobar-se en una situació d'inferioritat respecte de la població blanca i mestissa.
Els canvis econòmics i socials, juntament amb els ideològics, no ha suposat una millora de la qualitat de vida dels tsàchila. La dependència d'una economia de mercat i la disminució de la diversitat d'aliments ha suposat el seu afebliment. Aquests canvis també els han afectat emocionalment, fent creure als xamans que han perdut els seus poders generant un creixement d'angoixa. Una resposta a això podria ser el fet de reprendre rituals com el Patso Kika (literalment, fer protecció) com a necessitat de defensar-se (tan identitàriament com física) del món exterior i la modernitat.